# Вестник (Краснодарский край)
Вестник — хутор в Первомайском сельском округе Анапского района Краснодарского края. Входит в состав МО города-курорта Анапа.

## География
Расположен в 2 км юго-восточнее Юровки.

## Население
| 2002 | 2010 |
| ---- | ---- |
| 599  | ↗618 |

## Достопримечательности
В районе хутора расположено древнегреческое городище VI века до нашей эры. Построенный 2,5 тысячи лет назад храм богини Деметры — самое древнее греческое строение в причерноморском регионе. Эта находка археологов опровергла представления историков — раньше считалось, что, во-первых, в VI веке греки только начали осваивать новые территории, в во-вторых, что древние греки селились только на побережье Чёрного моря, а городище расположено в 7 км от русла Кубани. Судя по тому, что найдены остатки многих общественных строений, это был довольно большой город. Поскольку найденный храм посвящён богине земледелия Деметре, ученые предполагают, что местное общество процветало за счет продажи в Элладу выращенного здесь зерна. Люди жили в городе не менее 200 лет, но в 4 веке по неизвестной причине ушли.